# دانشگاه گرمسار
دانشگاه دولتی گرمسار یک دانشگاه دولتی مستقل زیر نظر وزارت علوم تحقیقات و فناوری است که در شهر گرمسار قرار دارد. این واحد دانشگاهی فعالیت خود را با رشته مهندسی نفت از نیمسال دوم سال تحصیلی 91-90 در بخشی از ساختمان سازمان آب آغاز کرد و به موازات فعالیت‌های علمی عملیات اجرایی ساختمان آموزشی را در 10 کیلومتری شهر پیگیری نمود تا اینکه در سال 1395 دانشگاه از ساختمان استیجاری به مکان فعلی انتقال یافت.<ref name="fmgarmsar.ac.ir">

## رشته‌های تحصیلی
از جمله رشته‌های تحصیلی دایر در این دانشگاه می‌توان به مهندسی نفت، مهندسی صنایع، مهندسی معماری،  مهندسی عمران  و علوم مهندسی اشاره کرد. مقاطع تحصیلی این دانشگاه شامل کاردانی، کارشناسی پیوسته و ناپیوسته و کارشناسی ارشد است.<ref name="fmgarmsar.ac.ir">

## مجلات و نشریه‌های دانشگاهی
نشریه علوم و مهندسی گرمسار ازجمله نشریه‌های چاپ شده در این واحد دانشگاهی است که از سال 1400 تا کنون منتشر شده‌است. 